# Vodouš žlutonohý
Vodouš žlutonohý (Tringa flavipes) je středně velký druh slukovitého ptáka, který hnízdí v tajze Severní Ameriky a na zimu táhne do Jižní, Střední i jižních oblastí Severní Ameriky. Zatoulaní jedinci byli pozorování v Austrálii a Oceánii, Africe i Evropě; v roce 2020 byl vodouš žlutonohý poprvé zaznamenán i na území Česka.

## Systematika
Druh formálně popsal v roce 1789 německý přírodovědec Johann Friedrich Gmelin v Gmelinem revidované verzi Linného díla Systema Naturae. Gmelin nově popsaný druh zařadil do rodu Scolopax a přiřadil mu jméno Scolopax flavipes. Druhové jméno flavipes znamená žlutonohý (z latinského flavus = žlutý + řecké pous = noha). Moderní taxonomie řadí vodouše žlutonohého do rodu Tringa. Jedná se o monotypický taxon, tzn. nejsou uznávány žádné poddruhy.

## Výskyt a početnost

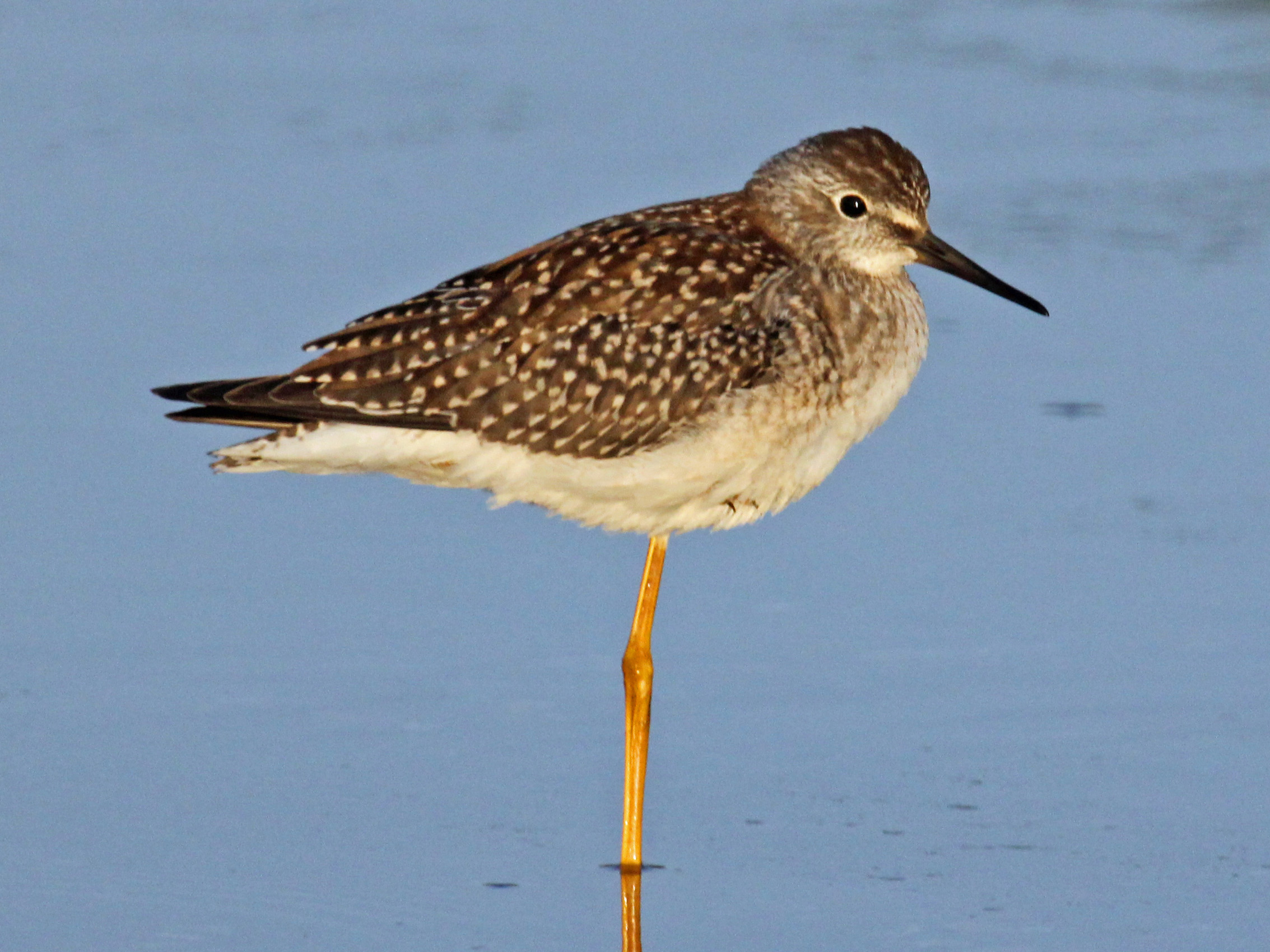
Vodouš žlutonohý

Hnízdí v severních oblastech Severní Ameriky (Kanada, Aljaška) v otevřené krajiny jako je tajga nebo při lesních okrajích. Někdy v červenci se vodouši žlutonozí začínají přesouvat na jih, často podél atlantského pobřeží. Někteří jedinci mohou přezimovat na jihu Spojených států, většina populace však zimuje mnohem jižněji ve Střední a Jižní Americe, kam dolétávají v srpnu. Někdy od března do května táhnou zpět na sever, nehnízdnící jedinci mohou zůstat na svých zimovištích po celý rok. Zatoulaní ptáci byli zaznamenáni v Japonsku, Austrálii, na Novém Zélandu, Falklandech, Azorech, Islandu, Nigérii a Jihoafrické republice, v kontinentální Evropě jsou výjimečně pozorováni v západních zemích, zaznamenání byli i v Itálii, Maďarsku nebo Švédsku. V roce 2013 byl vodouš žlutonohý poprvé spatřen v Polsku. 7. listopadu 2020 byl druh prvně prokazatelně pozorován i v Česku. Stalo se tak v Jistebníku v okrese Nový Jičín.
V roce 2006 se celková populace druhu odhadovala na cirka 400 tisíc ptáků.

## Popis
Tento štíhlý nenápadný pták se vyznačuje dlouhýma sytě žlutýma nohama a krátkým, úzkým, tmavě zbarveným zobákem. Délka těla dosahuje 20–23 cm, rozpětí křídel 58–64 cm, váha se pohybuje kolem 55–95 g. Ocas je dlouhý 57–64 mm, běhák 46–58 mm.
Hlava je malá, křídla dlouhá a zašpičatělá. Opeření je shora tmavé a zespoda světlejší. Svatební šat se vyznačuje černohnědou svrchní částí s jemným bílým kropením; naproti tomu šat prostý je shora šedý s delikátním bílým kropením. Spodina je bílá. Nohy jsou žluté, během hnízdění sytě žluté až žlutooranžové.

## Biologie

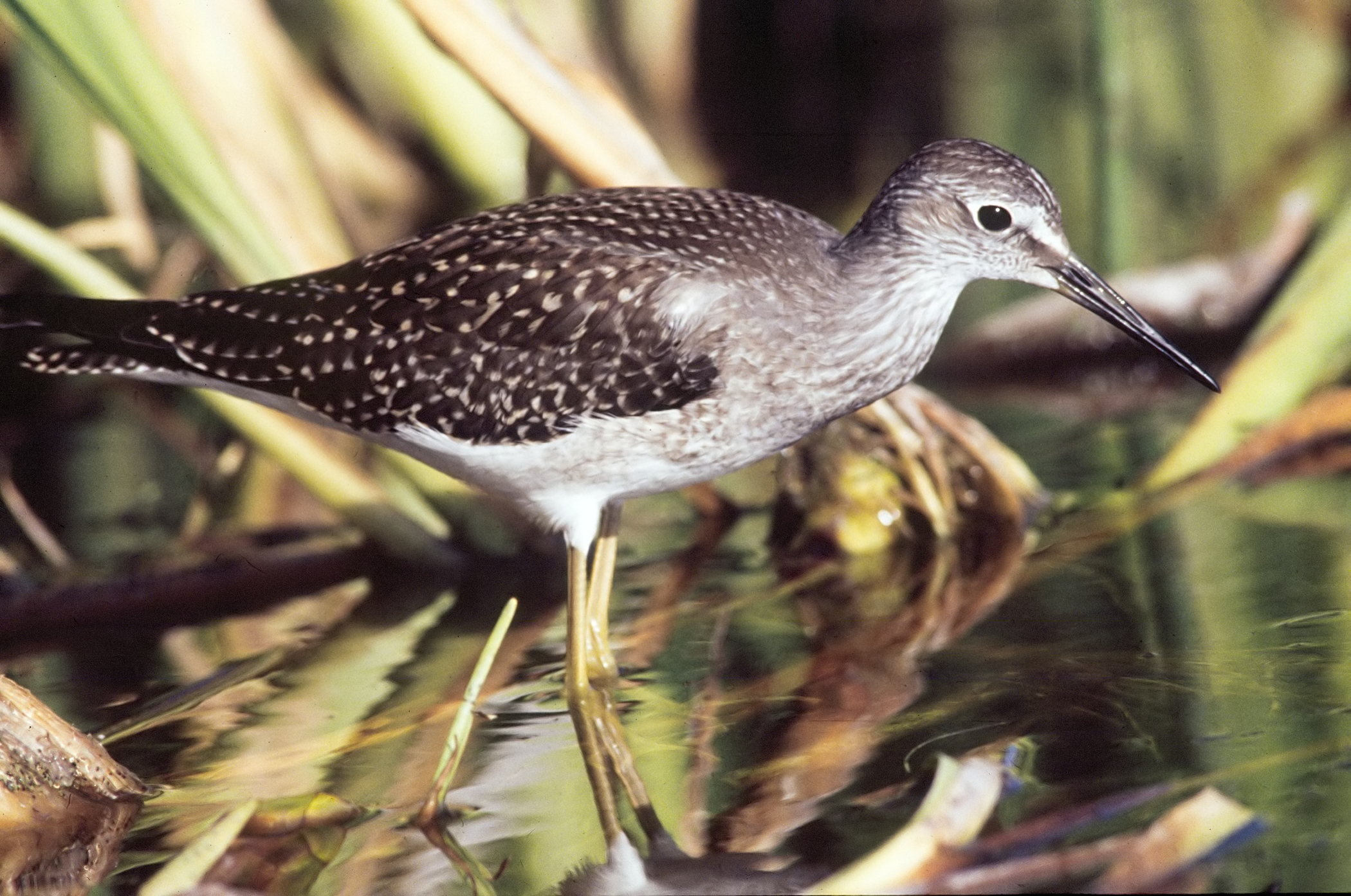
Dospělec v hnízdním období (Aljaška)

Preferuje sladké či brakické menší vodní plochy spíše než mořské otevřené pobřeží. Krmí se samostatně, nicméně během tahu se sdružuje do menších i větších hejn. Hlasově se projevuje pisklavým, nízko položeným tu nebo tu tu, v případě vyrušení vydává tu nebo cui. Při námluvách se ozývá zpěvným pil-e-uí, pil-e-uí, pil-e-uí. Živí se vodním a suchozemským hmyzem, měkkýši a korýši, občas pojídá i semena. Potravu sbírá z povrchu země při pomalém, rozvážném procházení. Občas může potravu sbírat i v noci. Je poměrně krotký a člověku dovolí přiblížit se relativně blízko. To nicméně neplatí v hnízdním období, kdy je  na veškeré vetřelce na své hnízdním teritoriu značně agresivní.

### Hnízdění

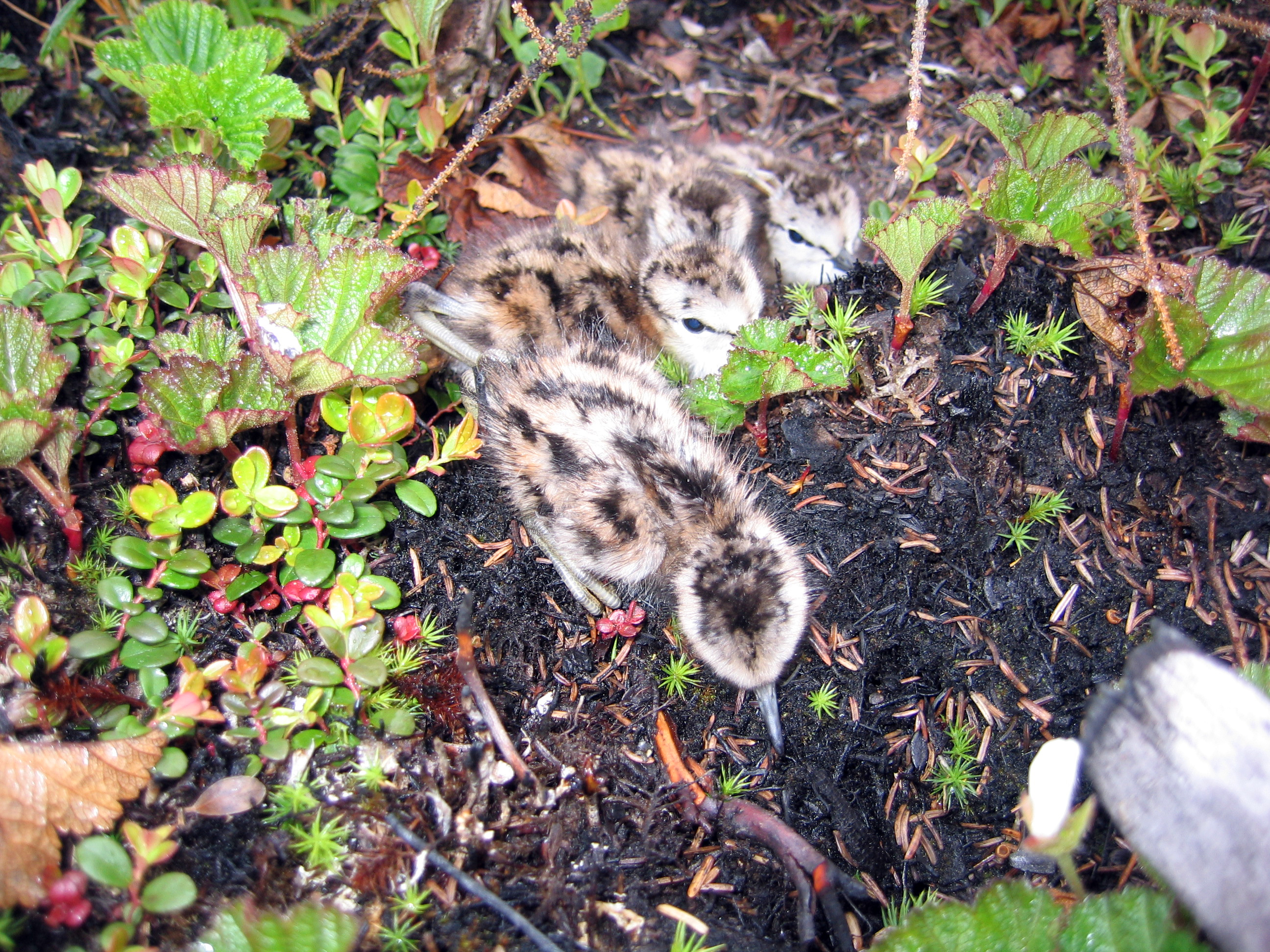
Ptáčata vodouše žlutonohého

Hnízdí v řídkých koloniích. Hnízdo bývá umístěno do 200 m od vodní plochy v blízkosti spadlého stromu nebo u keře. Hnízdo představuje mělký důlek v zemi nebo na mechu. Vystélku tvoří trávy a listy. Samice snáší kolem 4 vajec od května do června. Šedé vejce s hnědými tečkami má rozměr kolem 44×29 mm. Na inkubaci trvající 22–23 dní se podílí oba partneři. Prachovým peřím obalená ptáčata opouští hnízdo již několik hodin po vyklubání, kdy dovedou chodit i samostatně sbírat potravu.

## Ohrožení
Druh je sice hodnocen jako málo dotčený, jeho početnost však klesá. Na zimovištích v Karibiku a Jižní Americe je poměrně běžně loven a na Martiniku a Guadeloupe se dokonce jedná o nejběžněji lovený druh dlouhokřídlého ptáka. Na těchto ostrovech bývá odstřeleno až několik tisíc vodoušů žlutonohých ročně. Vedle lovu druh ohrožuje hlavně ztráta přirozeného prostředí následkem výstavby nebo zabírání půdy pro potřeby zemědělství.